# 19711 Johnaligawesa
19711 Johnaligawesa è un asteroide della fascia principale. Scoperto nel 1999, presenta un'orbita caratterizzata da un semiasse maggiore pari a 2,3473220 UA e da un'eccentricità di 0,2351350, inclinata di 21,09433° rispetto all'eclittica.